# Sauvabelin
Sauvabelin ist ein Stadtteil (Quartier) der Schweizer Stadt Lausanne. Er befindet sich im nördlichen Teil der Stadt.
Der Stadtteil selbst ist wiederum in zwei Teilbereiche (Sektoren) aufgeteilt: Sauvabelin und Pré-Fleuri. Auf einer Fläche von 0,907 km² wohnten im Jahr 2018 rund 1010 Einwohner.

## Lage
Der Stadtteil besteht grösstenteils aus Waldflächen. Daher gilt er als Naherholungsgebiet der Stadt Lausanne und Umgebung. Vor allem an Sonn- und Feiertagen finden sich in Sauvabelin viele Menschen ein.

## Öffentliche Verkehrsmittel
Die Buslinie 16 der Transports publics de la région lausannoise durchquert den Stadtteil und hat diverse Haltestellen in dem Gebiet.

## Bauwerke und Sehenswürdigkeiten
Die Hauptattraktionen des Stadtteils sind Wald, Zoo und der Lac Sauvabelin – ein kleiner See mitten im Wald. Weiter ist der Aussichtsturm von Sauvabelin, ein 35 m hoher Holzturm, ein beliebtes Touristenziel. Des Weiteren findet sich hier die Fondation de l’Hermitage, ein Museum der Schönen Künste.

## Galerie

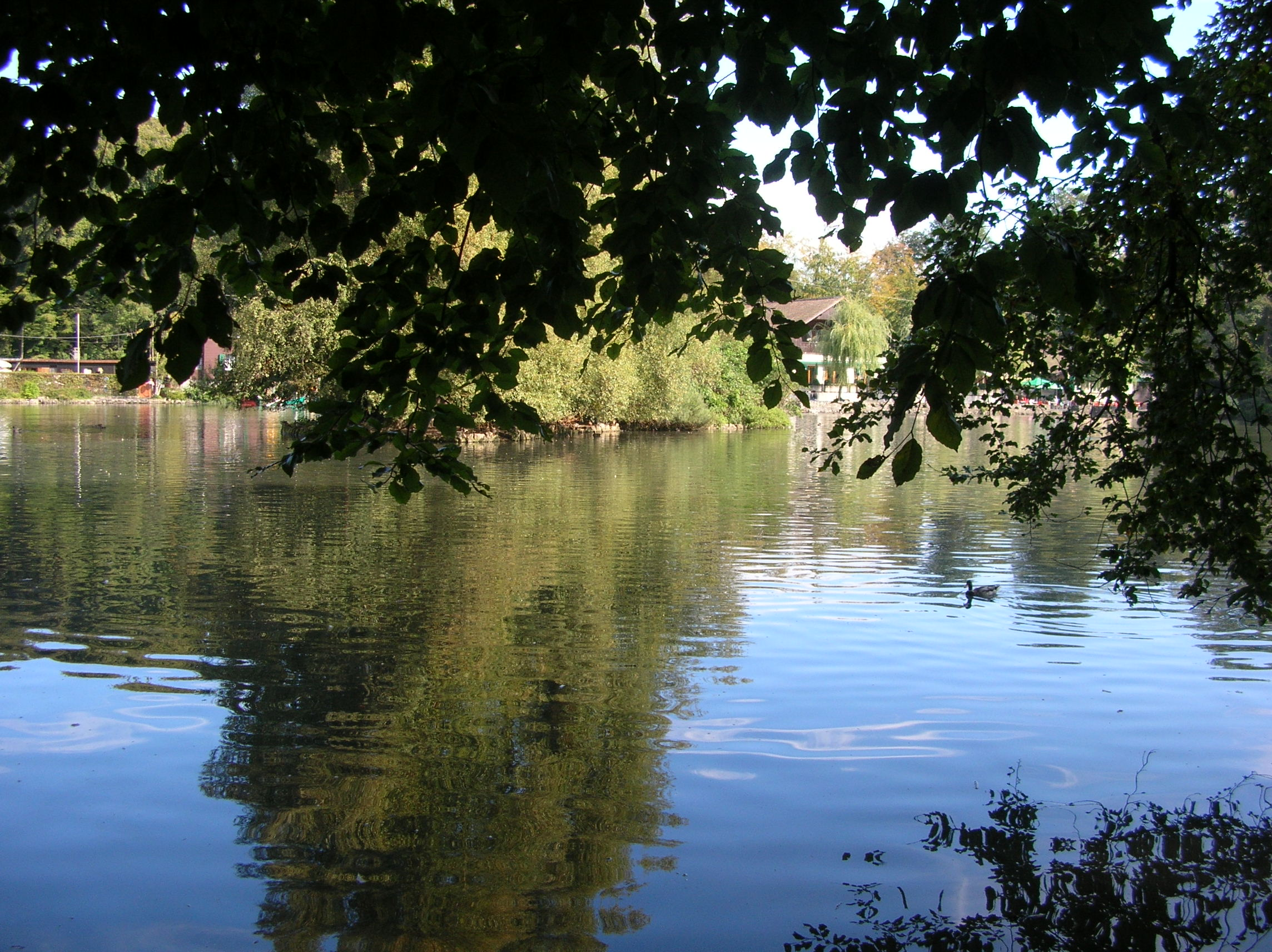
Lac Sauvabelin
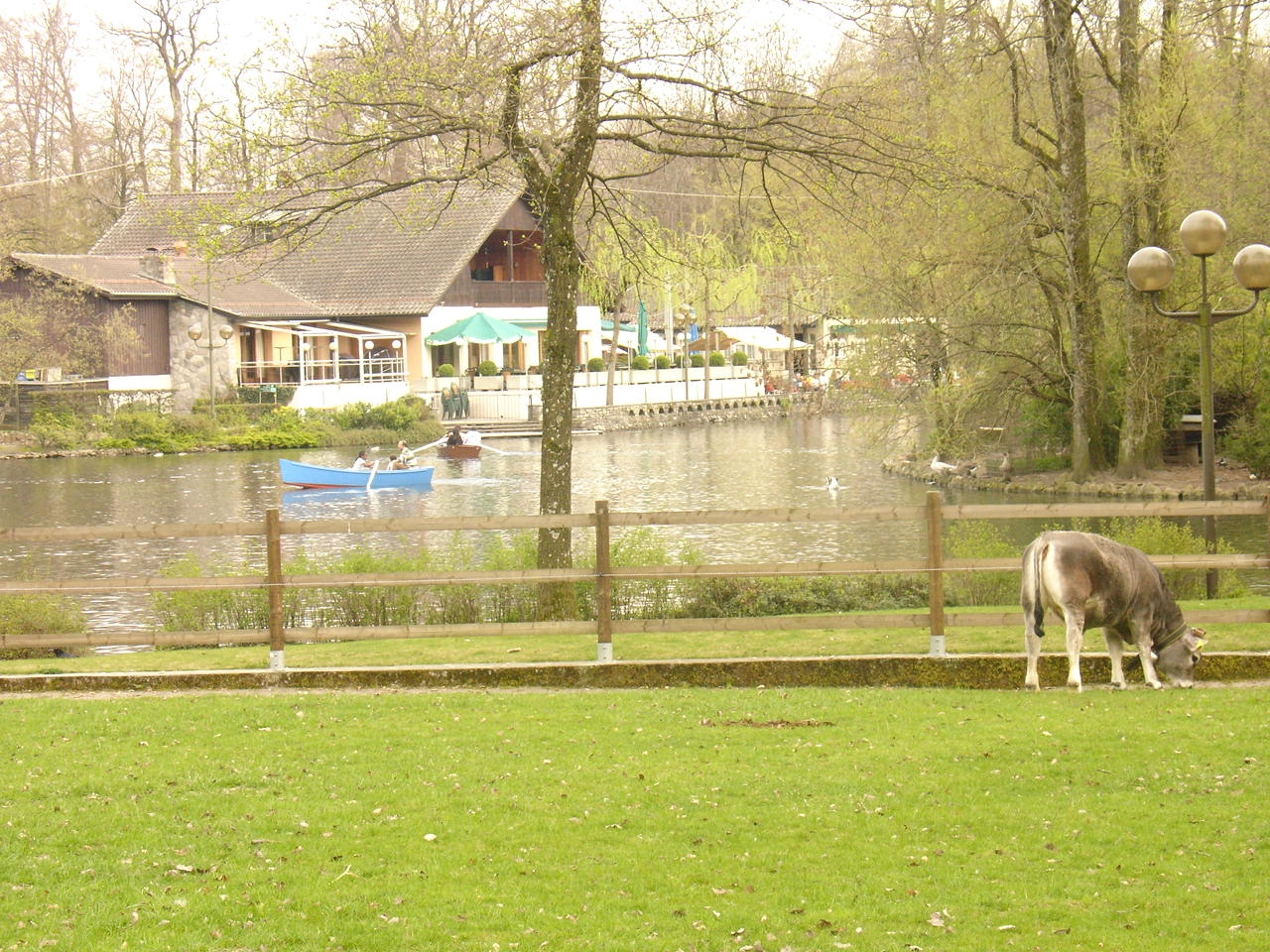
Gasthof am See
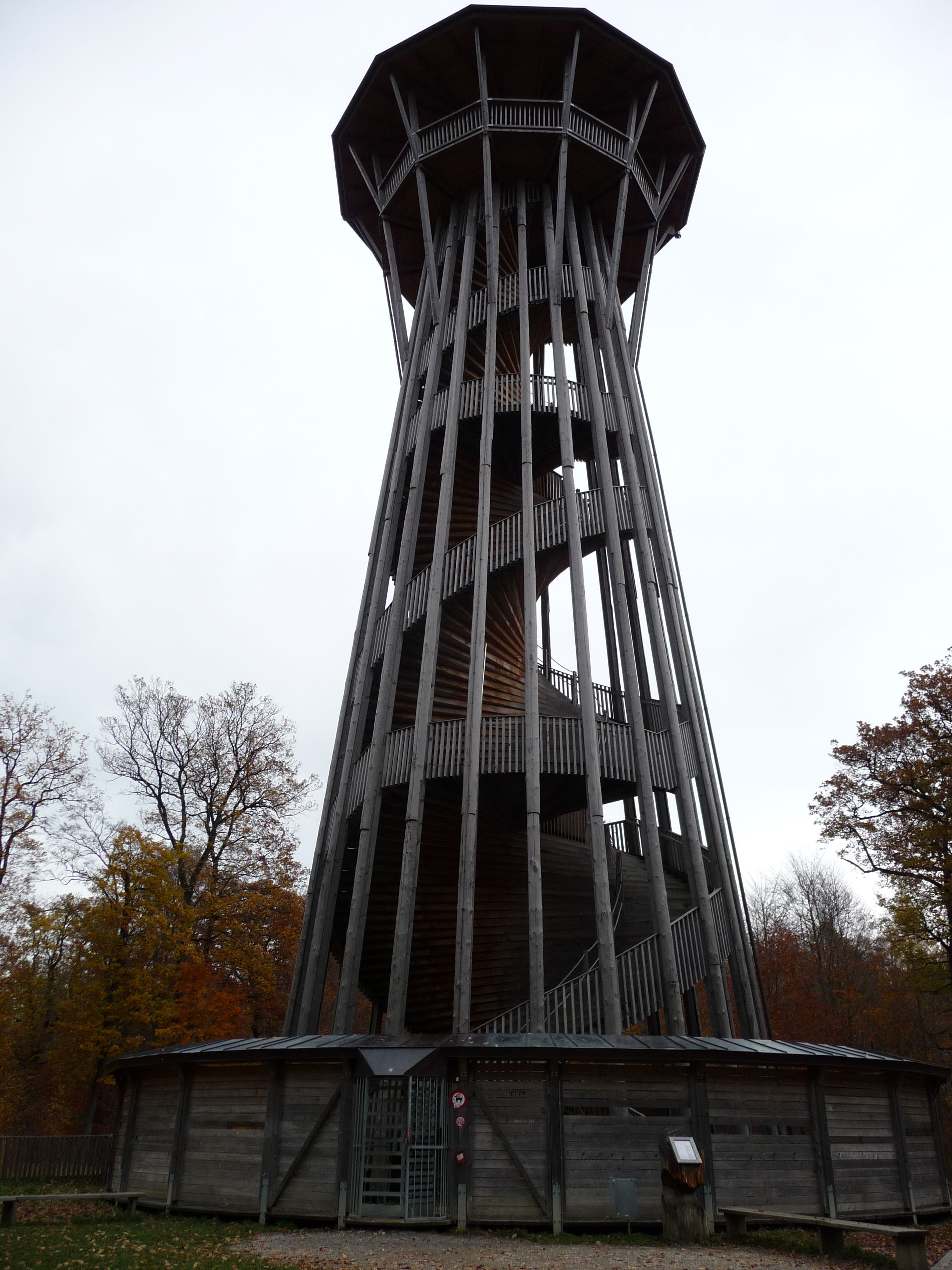
Der Sauvabelin-Turm
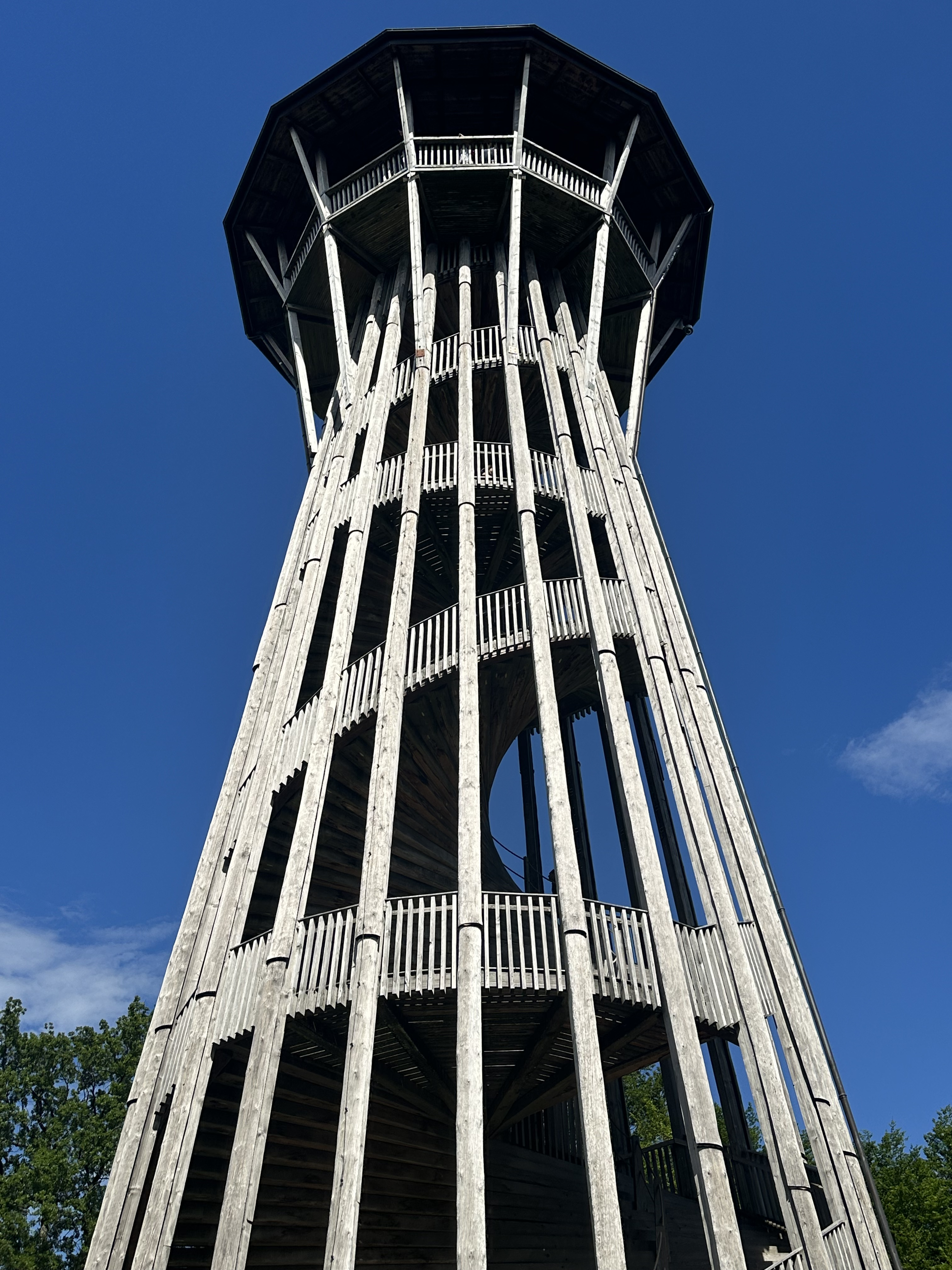
Tour de Sauvabelin, Sanierung 2023
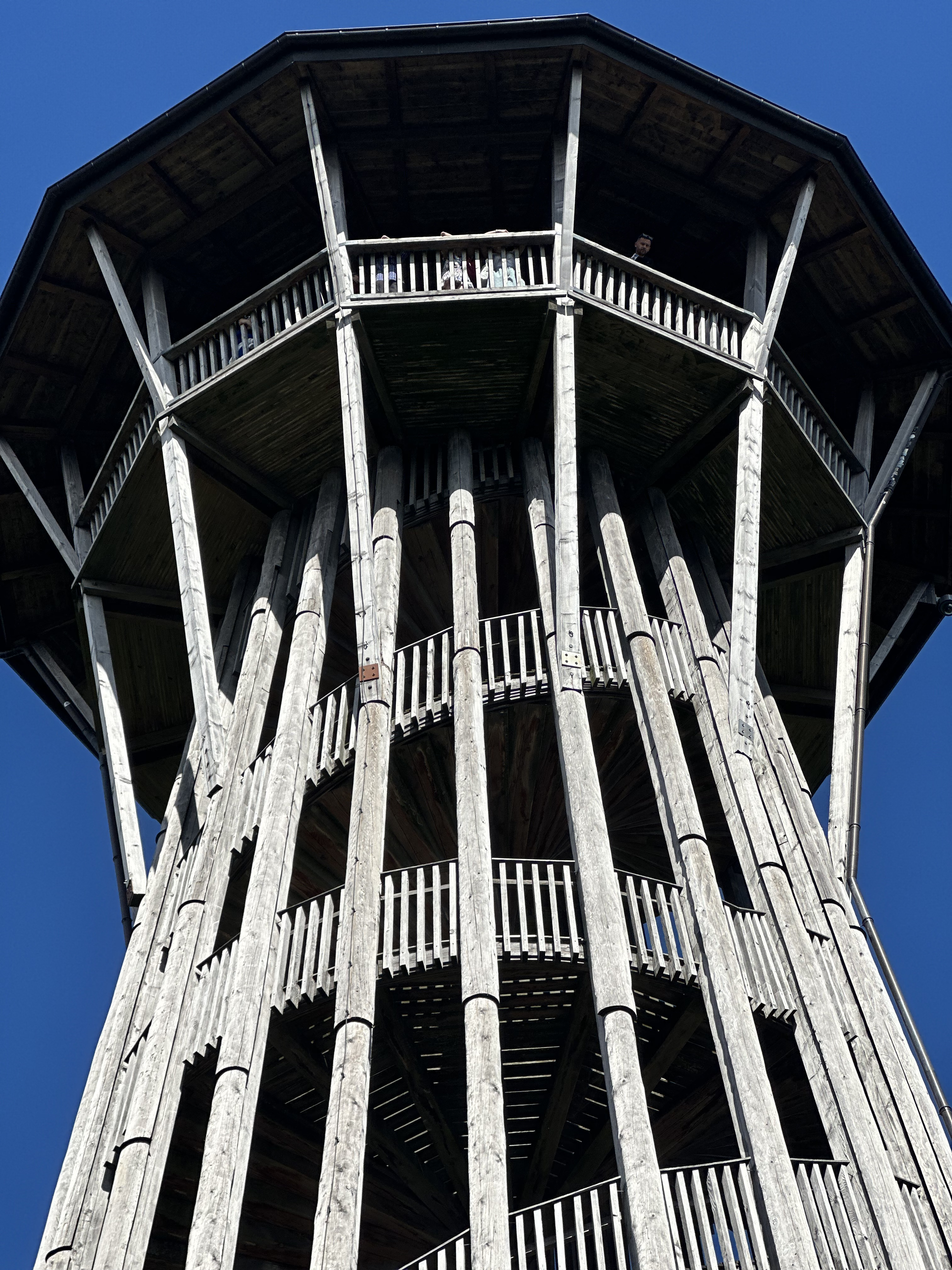
Tour de Sauvabelin, Sanierung 2023
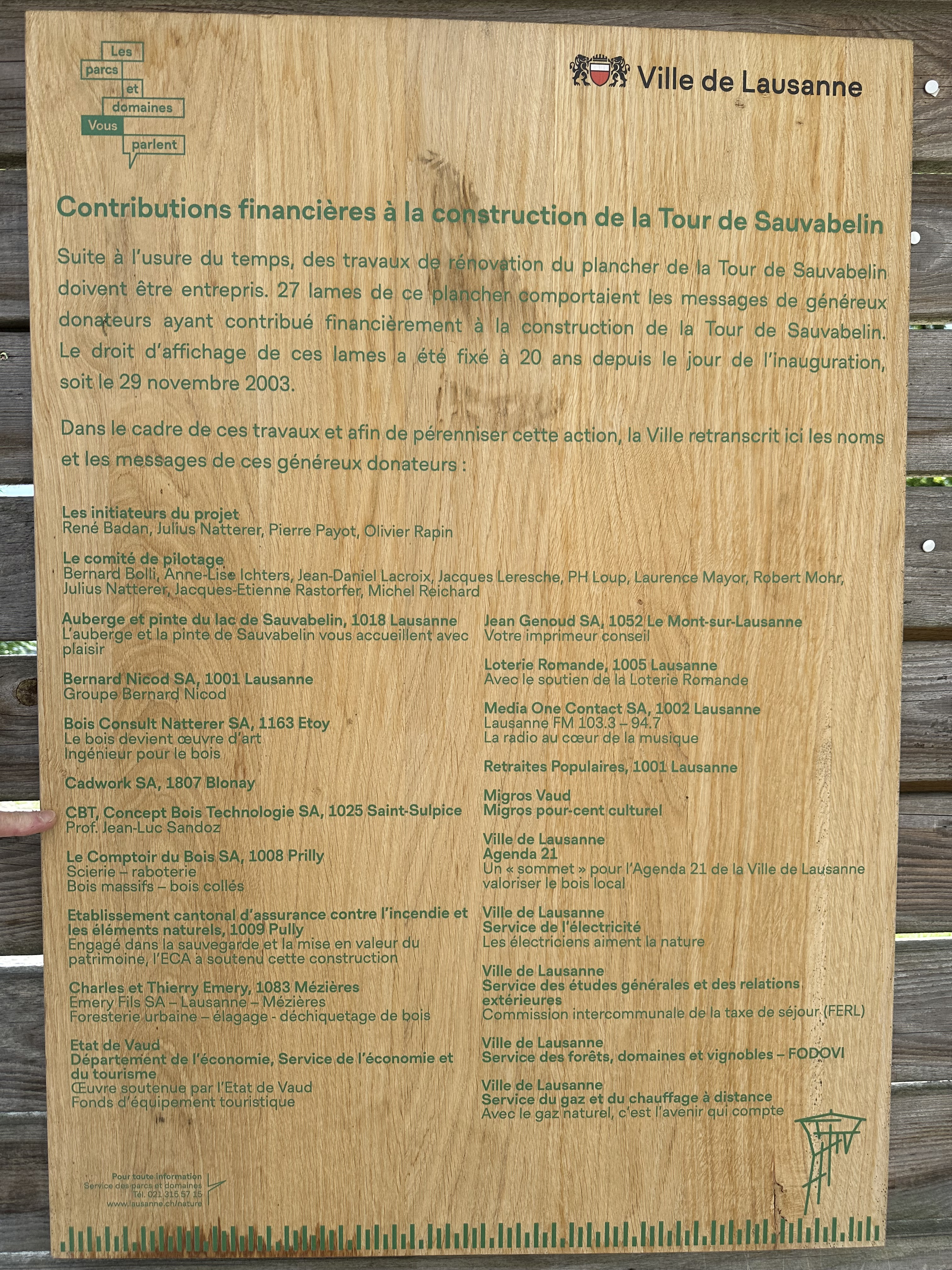
Liste der Mitwirkenden